# Lluc (revista)
Lluc és una revista en català publicada a Palma, Mallorca el gener de 1968 pels missioners dels Sagrats Cors del monestir de Lluc, continuadora de la revista bilingüe Lluch, fundada el 1921.

## Inicis en català
Miquel Gayà Sitjar actuà com a pont entre l'etapa de Lluch i aquesta. La redacció de la revista fou responsabilitat seva fins a l'abril de 1972, quan la deixà a Damià Ferrà-Ponç, que intentà una renovació en una línia més aviat intel·lectual i minoritària. La revista fou dirigida per Cristòfol Veny Melià fins al 1970 i pel periodista Gabriel Fuster i Mayans, qui volien aprofitar l'aperturisme de les autoritats franquistes respecte a la cultura catalana.
La revista Lluc es transformà d'una publicació exclusivament religiosa a una revista cultural representativa de les Illes Balears. La direcció passà a tenir un director oficial amb carnet de periodista, començant amb Gabriel Fuster Mayans (Gafim) entre 1968 i 1974, seguit de Bartomeu Suau Togores fins a 1991.
El 1971, l'Obra Cultural Balear es féu càrrec del patrocini, amb Ramon Ballester com a conseller delegat, i s'incorporaren nous membres al Consell de Redacció, com Miquel Duran, Gabriel Janer Manila o Damià Ferrà-Ponç. Hi col·laboraren Francesc Moll i Marquès, Josep Maria Llompart, Marià Villangómez, Pere-Joan Llabrés Martorell, Josep Massot i Muntaner, Gabriel Janer Manila, Joan Miralles i Monserrat. Aquesta època es caracteritzà per la diversitat dels articles publicats, destacant-se seccions com «La ciutat dels llibres», que cobria l'actualitat bibliogràfica de les Illes. Durant molts anys fou pràcticament l'única revista en català a les Illes Balears.

## L'etapa de l'Obra Cultural Balear
Al final de 1974 se'n feu càrrec l'Obra Cultural Balear, representada sobretot per Pere Llabrés i Martorell, que optà per una orientació de tipus més general i adreçada a un gran públic. L'Obra Cultural Balear assumí la gestió de l'edició i administració de Lluc, mantenint la Congregació dels Missioners dels Sagrats Cors la titularitat. La secció «Església nostra» conservà la dimensió religiosa. La revista amplià els seus temes amb editorials i números monogràfics que reflectien una nova visió de la cultura més enllà de la literatura, amb una perspectiva crítica de la realitat. La periodicitat passà a ser bimestral des de 1978, amb l'excepció del 1986, quan es va publicar mensualment.
També es llançà el suplement Comunicació-Lluc el 1978 per mantenir una connexió amb el santuari de Lluc, publicat tres cops l’any fins al 2004. Aquesta etapa inclogué temàtiques variades com la política, la lluita feminista, els Països Catalans i els mitjans de comunicació, amb números destacats com Eleccions, apertura, absentisme (1974) i La dona: de la submissió a la lluita (1978).

## Retorn a la Congregació
El 1987 marcà la fi del contracte entre l'Obra Cultural Balear i la Congregació, i la revista torna a ser editada per la Congregació mentre l'Obra Cultural llança la seva pròpia revista, El Mirall. Lluc manté la periodicitat bimensual i els números monogràfics. Els directors durant aquesta etapa foren Bartomeu Suau Togores, Pere-Joan Llabrés i Martorell, Damià Pons i Pons, i finalment Antoni Marimon Riutort el 2000, amb Catalina Sureda Vallespir com la primera cap de redacció femenina. Aquesta etapa destacà per dues distincions: el Premi Francesc de Borja Moll (1993) i el Premi Miquel Duran Daurina (1999).

## Segle XXI
A partir del gener de 2004, la Congregació cedeix la capçalera i l'administració de Lluc a l'empresa privada L'Espurna Edicions, de l'editor Lleonard Muntaner i Mariano. Damià Pons i Pons assumeix la direcció, i Pere Fullana és nomenat cap de redacció. La revista afegeix el subtítol Revista de cultura i d'idees, reforçant el seu rol de referent cultural i de reflexió sobre la realitat del país. La periodicitat es manté bimestral fins al 2009, quan passa a ser trimestral.
Les noves seccions inclouen «D'ara, del país i del món», «Diàlegs» per a entrevistes, «Història, cultura i societat», «A la ciutat dels llibres», i «Mostrador». La secció «Església nostra» desapareix, però temes religiosos encara hi apareixen ocasionalment. La secció destacada és «Dossier», amb un ventall ampli de temes. La revista adquireix un format més ample, amb cada portada anualment il·lustrada per un artista diferent.
El 2013 Lleonard Muntaner abandonà la revista i l'edició passà a mans de Pere Muñoz Perugorria qui, sota la direcció de Pere Fullana, continua al capdavant de la publicació.